# Пан, Никита
Никита Пан (1542—1583) — волжский казацкий атаман. Сподвижник Ермака в освоении Сибири.

## Биография
Жил в эпоху Ивана IV Грозного. Судя по прозвищу, вероятно, выходец из Речи Посполитой. Занимался разбоем, пока не поступил на службу к Строгановым вместе с другими атаманами (Ермак Тимофеевич, Иван Кольцо, Яков Михайлов, Матвей Мещеряк). Участвовал в походах на Сибирь. Проявил практически безрассудную смелость, за это получил от Ивана IV право на беспошлинную торговлю. Был убит при взятии Назыма в 1583 году.